# 明尼蘇達州同性婚姻

虹色明尼苏达州地图

明尼蘇達州同性婚姻于2013年8月1日起合法化，致使明尼苏达州成為美国第12个、也是中西部地区第二个同性婚姻合法化的州。

## 相关法律诉讼
发生于明尼苏达州贝克诉尼尔森案为美国历史上的第一起有关同性婚姻的法律诉讼。1971年，明尼苏达州最高法院判定该州禁止同性婚姻的法律没有违宪。1972年10月10日，最高法院驳回了该案件的上诉。2010年5月，明尼苏达州同性恋组织Marry Me Minnesota对该州发起诉讼，挑战捍卫婚姻法案。法院于2011年3月引用1971年的贝克诉尼尔森案驳回请求，Marry Me Minnesota表示将继续上诉。

## 立法过程
在2004、2006、2007及2009年，均有相关法案引入明尼苏达州两院，试图修改州宪法中将婚姻限定于一男一女结合和禁止民事结合的相关条款。2011年5月11日，明尼苏达州参议院通过一项法案，建议州宪法修正案禁止同性婚姻。该问题被提交给选民。投票纸上的问题为：“明尼苏达州应该将宪法修订为只有一个男人和一个女人的结合才是有效的婚姻吗？”随后被明尼苏达州的选民否决。使得明尼苏达州成为美国第二个拒绝宪法禁止同性婚姻的州。
2012年11月6日，有人提出宪法禁止同性婚姻，52.6％的选民拒绝。明尼苏达州成为通过全民公投拒绝这样的禁令的州份。2013年5月9日，众议院通过了一项同性婚姻合法化法案，投票为75-59。2013年5月13日，参议院也通过法案，投票为37-30。州长马克·戴顿于5月14日签署了该法案使之成为法律，同性婚姻合法化于2013年8月1生效。

## 公众意见
2011年，公共政策调查的民意测验显示46%的明尼苏达州投票人支持同性婚姻合法化，45%的投票人反对，9%不确定。另一次独立测验显示，如果给定第三种选择——即民事结合，支持同性结合的比例上升至72%。38%的投票人支持同性婚姻，34%支持民事结合，26%反对任何形式的同性结合，2%不确定。而2012年1月的测验显示43%的投票人支持同性婚姻，47%反对，10%不确定。如上次测验，在给定第三种选择的情况下，71%的投票人支持同性结合，27%的投票人反对任何形式的同性结合，2%不确定。在赞同同性结合的71%投票人中，37%支持同性婚姻，34%支持民事结合。至2012年6月，同样的调研显示47%的投票人支持同性婚姻，42%反对，11%不确定。
2013年4月，SurveyUSA的调查显示51%的投票人支持同性婚姻合法化，47%反对，2%不确定。